# Carrer Capdevila
El Carrer Capdevila és un barri i carrer del centre històric de La Seu d'Urgell que va néixer al segle xiii. Aquest barri es troba al nord del Carrer Major i va sorgir al voltant de l'Església de Sant Nicolau, on ara hi ha Cal Trilla.
Llavors el barri quedava fora del recinte emmurallat al nord, més enllà del Portal Vell d'Andorra. Posteriorment es va traslladar la muralla, situant el Portal d'Andorra al nord d'aquest barri, al Carrer Capdevila. Es diferencia de la ciutat anterior al segle xiii per tenir carrers tortuosos i estrets, mentre que la resta són més aviat rectilinis.